# 보은 영모재
보은 영모재(報恩 永慕齋)는 충청북도 보은군 장안면에 있는 조선시대의 건축물이다. 2011년 7월 29일 충청북도의 문화재자료 제85호로 지정되었다.

## 개요
영모재는 기계유씨(杞溪兪氏) 보은지역 입향조인 부호군(副護軍) 유은(兪檃)의 재실로 사망년도인 1690년에서 광국지경록 판목(光國志慶錄 板木; 유형문화재 제164호)의 제작 시기인 1771년 사이에 초창된 것으로 추정되며 지붕, 서까래와 마루 청판 일부가 보수된 것 외에는 목구조가 건립 당시의 형태로 비교적 잘 남아 있다.
본 건물은 보은지역 종중 관련 유적으로 묘소, 보실, 판목(光國志慶錄 板木) 등 다양한 유물 및 유적과 관련된 장소로 지역 성씨의 토착화 과정을 엿볼 수 있는 의미 있는 장소이다. 후에 고친 부분이 있으나 비교적 내부 구조가 조선시대의 고식을 잘 유지하고 있으며, 이 지역의 재실의 성격을 잘 나타내고 있다. 동시에 대청마루 천장에 보관되었던 광국지경록 판목은 이 건물의 역사적 의미를 깊게 하고 있다.

## 같이 보기
- 광국지경록 목판 - 충청북도 유형문화재 제164호, 청주고인쇄박물관 보관,

## 참고 자료
- 보은 영모재 - 국가유산청 국가유산포털